# Kühne Logistics University
Die Kühne Logistics University – Wissenschaftliche Hochschule für Logistik und Unternehmensführung (KLU) ist eine staatlich anerkannte, private Wirtschaftshochschule mit Sitz in Hamburg. Sie ist von der AACSB akkreditiert. Trägerin der Hochschule ist die Kühne Logistics University gGmbH, deren alleinige Gesellschafterin die gemeinnützige Kühne-Stiftung ist, die ihren Sitz in Schindellegi in der Schweiz hat. Die KLU besteht aus zwei Fakultäten, der Fakultät für "Leadership & Management" und der Fakultät für "Operations & Technology", und bietet Programme in allgemeiner Betriebswirtschaftslehre, Unternehmensführung, und Operations- und Supply-Chain-Management an. Die Verkehrssprache ist Englisch. Der Standort der Kühne Logistics University ist die HafenCity in Hamburg. Ein weiterer Standort in Ho-Chi-Minh-Stadt, Vietnam, befindet sich im Aufbau. Forschungsdekanin an der KLU ist Marianne Jahre und Studiendekan Alexander Himme.

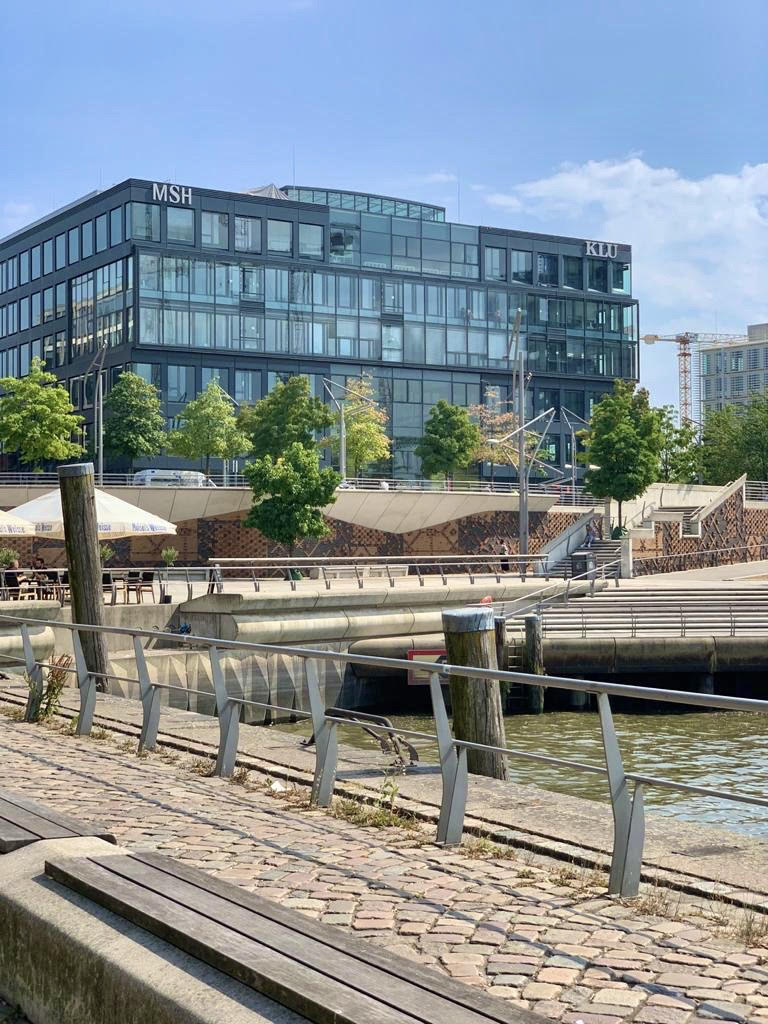
Kühne Logistics University in der Hafencity, Hamburg

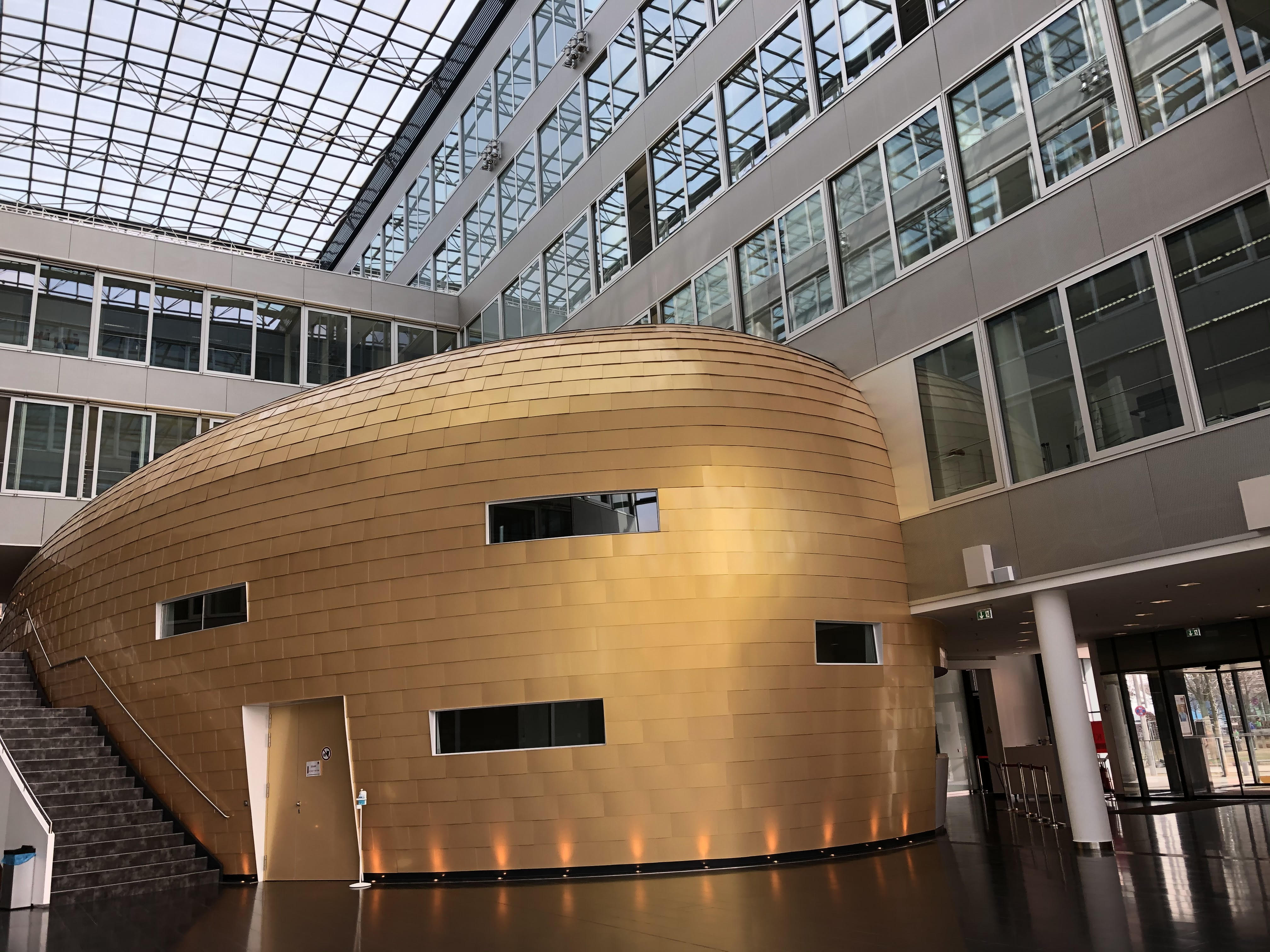
Auditorium in der KLU

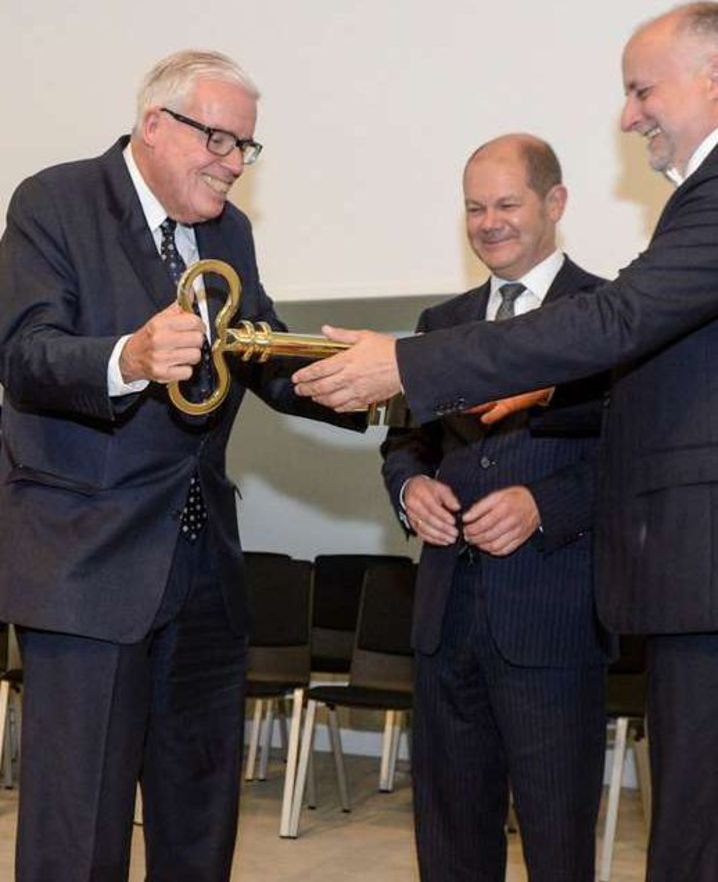
KLU Eröffnungsfeier

## Geschichte
Im Jahr 2003 erfolgte die Gründung der HSL Hamburg School of Logistics in Form einer Public-Private Partnership zwischen der Technischen Universität Hamburg-Harburg (TUHH) und der in Schindellegi in der Schweiz ansässigen Kühne-Stiftung. Ein Jahr später begann der „MBA-Studiengang - Vollzeit“; 2005 erfolgte eine Akkreditierung des Vollzeit-MBA-Programms durch ASIIN und 2006 wurde ein „MBA-Studiengang – Berufsbegleitend“ aufgenommen. Ebenfalls 2006 begann eine „Erste Summer School - Berufsbegleitend“.
Zum 1. Oktober 2007 erfolgte eine Umbenennung und Erweiterung zur Kühne School of Logistics and Management at the TUHH als Business School der Technischen Universität Hamburg-Harburg (TUHH). Der Schwerpunkt in Forschung, Lehre und Weiterbildung war der Bereich Logistik und dessen Management, wie die Durchführung und Leitung der Transportlogistik. Mit der Neufirmierung zur Kühne School of Logistics and Management begann der Aufbau von zwei Master-Studiengängen und einem Forschungszentrum. Im selben Jahr begann auf dem Campus der TUHH ein Master-Studiengang „Internationales Wirtschaftsingenieurwesen - Vollzeit“. Im Jahre 2008 erfolgte eine Akkreditierung des berufsbegleitenden MBA-Programms durch ASIIN. Ebenfalls 2008 folgte ein Master-Studiengang „Logistik, Infrastruktur und Mobilität – Vollzeit“. Am 31. Juli 2009 wurde die Kühne School für ihr innovatives Weiterbildungskonzept in der Logistik von der Initiative „365 Orte im Land der Ideen“ ausgezeichnet. Zusätzlich offerierte die Kühne School im Rahmen des Professional Programs auch berufsbegleitende Weiterbildungssequenzen, Arbeitskreise und Trainings für Mitarbeiter aus der Logistikbranche. Neben eigenen Forschungsaktivitäten wurden praxisorientierte Projekte in Zusammenarbeit mit Unternehmen unterstützt und initiiert.
Im September 2010 wurde die Kühne School of Logistics and Management zur Kühne Logistics University - Wissenschaftliche Hochschule für Logistik und Unternehmensführung (KLU) umgewandelt, die im selben Jahre eine staatliche Anerkennung erhielt.
Am 13. September 2013 wurde im Beisein des Ersten Bürgermeisters Olaf Scholz der neue Campus und Sitz der KLU in der Hamburger HafenCity eröffnet. Das Gebäude „Großer Grasbrook 15-17“ diente von 2003 bis Ende 2012 dem Softwareunternehmen SAP als Firmensitz. Als Besonderheit des Gebäudes gilt das nachträglich eingebaute, in Goldfarbe eingeschalte Audimax.

## Promotionsrecht
Die KLU hat zum 7. September 2017 das Promotionsrecht erhalten. Einen entsprechenden Beschluss fasste der Hamburger Senat in seiner Sitzung vom 8. August 2017. Die KLU ist damit eine von nur 14 der insgesamt 118 deutschen Privathochschulen, die eigenständig Doktorgrade verleihen dürfen.

## Studiengänge
Die KLU bietet internationale Programme an, die ausschließlich auf Englisch unterrichtet werden: u. a.
Bachelor in Business Administration (BSc)
Im Bachelorprogramm können sich Studierende zwischen vier Profilen mit unterschiedlichen Spezialisierungen entscheiden:
- Digital Management and Innovation
- International Management
- Supply Chain Management
- Sustainable Management

Neben dem 'standard track' mit 180 ECTS-Punkten und einem integrierten Praktikum bietet die KLU auch einen 'intensive track' mit 210 ECTS-Punkten und zwei integrierten Praktika an. Der erworbene akademische Grad nach Abschluss des Bachelors in Business Administration ist ein Bachelor of Science (BSc).
Master in International Management (MSc)
Der erworbene akademische Grad nach Abschluss des Masters in International Management ist ein Master of Science (MSc).
Master in Global Logistics & SCM (MSc)
Der erworbene akademische Grad nach Abschluss des Masters in Global Logistics & SCM ist ein Master of Science (MSc).
Master in Business Analytics and Data Science (MSc)
Der erworbene akademische Grad nach Abschluss des Masters in Business Analytics and Big Data ist ein Master of Science (MSc).
MBA in Leadership and Supply Chain Management (part-time)
Executive Master in Sustainable Management and Operations (part-time)

## Abschlüsse
- Vorbereitungsprogramm "Studienkolleg"
- Bachelor of Science Business Administration - 4 Profile in International Management, Sustainable Management, Supply Chain Management or Digital Transformation
- Master of Science Business Analytics & Data Science
- Master of Science Global Logistics & Supply Chain Management
- Master of Science International Management
- Executive Master in Sustainable Management and Operations
- Executive MBA Leadership & Supply Chain Management
- Open-Enrollment Seminars
- Ph.D. Program
- Summer School

## Weiterbildungsangebot
Die KLU bietet Weiterbildungsprogramme (Seminare, Summer Schools und Autumn Schools) an, die in Kooperation mit Hochschulen aus dem In- und Ausland entwickelt werden. Die Programme werden in englischer und deutscher Sprache angeboten und richten sich an Führungskräfte.
- Executive-Education-Seminare
- Summer Schools
- International Summer School „Supply Chain and Logistics Management“

## Studienkosten & Stipendien
Studienkosten
Die Gebühren für das 2-jährige Masterstudium betragen EUR 7,190.00 per Semester. Die Gebühren für das 3-jährige Bachelorstudium betragen EUR 6,190.00 per Semester (Standardtrack, 180 ECTS credits) und EUR 6,890.00 per Semester (Intensivtrack, 210 ECTS credits) (Stand: November 2022).
Stipendien
An der KLU gibt es mehrere Stipendienmöglichkeiten, die Studierende finanziell unterstützen und fördern, u. a.:
- Deutschlandstipendium
- Leistungsbasierte Stipendien

- Stipendien für Leistungssportler: Die KLU ist Partneruniversität des Hochleistungssports und steht im gegenseitigen Austausch mit dem Olympiastützpunkt Hamburg/Schleswig-Holstein und dem Allgemeinen Deutschen Hochschulsportverband (adh)[16][17]
- Begabtenförderungswerke

## Rankings
- U-MULTIRANK: KLU RANKS TOP IN INTERNATIONAL ORIENTATION
- KLU TOPS THE CHARTS IN ALL CATEGORIES OF CHE UNIVERSITY RANKING 2020/21
- KLU RANKED FAVORITE UNIVERSITY IN GERMANY
- GLOBAL STUDENT SATISFACTION AWARD 2019
- WIRTSCHAFTSWOCHE RANKING 2019
- CHE UNIVERSITY RANKING 2017
- UNIVERSITY AWARD 2017
- HANDELSBLATT RANKING 2014
- FIBAA PREMIUM SEAL

## Erasmus
Im Juli 2012 wurde der KLU die Erasmus-Hochschulcharta verliehen. Durch dieses Programm der Europäischen Union werden Partnerschaftsabkommen zwischen europäischen Hochschulen erleichtert, können Studenten für Auslandsaufenthalte (Sprachkurse, Auslandssemester und -praktika) EU-Fördermittel erhalten und auch die europaweite Mobilität von Lehrenden und Hochschulmitarbeitern wird unterstützt.

## Partnerhochschulen
Die KLU unterhält weltweit über 50 Partnerschaften zu Universitäten, im Rahmen derer ein Austausch von Studenten der wirtschaftswissenschaftlichen Fakultät stattfindet. Zu den Partnerhochschulen zählen unter anderem:
| Land                | Universität(en)                                                                                       | Stadt                              |
| ------------------- | --- | ---------------------------------- |
| Belgien             | Katholieke Universiteit Leuven – Hogeschool                                                           | Brüssel                            |
| Chile               | Universidad Técnica Federico Santa María                                                              | Valparaíso                         |
| Volksrepublik China | Chinesisch-Deutsches Hochschulkolleg (CDHK), Tongji-Universität University of Nottingham Ningbo China | Shanghai Zhejiang                  |
| Frankreich          | EM Strasbourg Business School                                                                         | Straßburg                          |
| Griechenland        | The American College of Greece (DEERE)                                                                | Athen                              |
| Indien              | S.P. Jain Institute of Management & Research                                                          | Mumbai                             |
| Island              | Universität Reykjavík                                                                                 | Reykjavík                          |
| Italien             | Universität Triest                                                                                    | Triest                             |
| Kolumbien           | Universidad de los Andes                                                                              | Bogotá                             |
| Mexiko              | Universidad Panamericana                                                                              | Mexiko-Stadt                       |
| Niederlande         | Center for Maritime Economics and Logistics (MEL), Erasmus-Universität                                | Rotterdam                          |
| Österreich          | Wirtschaftsuniversität Wien Universität Klagenfurt                                                    | Wien Klagenfurt                    |
| Russland            | Wirtschaftshochschule Moskau                                                                          | Moskau                             |
| Schweden            | Technische Hochschule Chalmers                                                                        | Göteborg                           |
| Singapur            | National University of Singapore                                                                      | Singapur                           |
| Südafrika           | Universität Stellenbosch                                                                              | Stellenbosch                       |
| Thailand            | Thammasat Business School                                                                             | Bangkok                            |
| Türkei              | Koç-Universität                                                                                       | Istanbul                           |
| Uruguay             | Universidad de Montevideo                                                                             | Montevideo                         |
| Vereinigte Staaten  | Fisher College of Business at Ohio State University Quinnipiac University                             | Columbus, Ohio Hamden, Connecticut |

## Präsidenten
- Wolfgang Peiner (2010–2012)
- Thomas Strothotte (2013–2022)
- Andreas Kaplan (seit 2023)

## Mitglieder des Aufsichtsrates
- Jörg Dräger, Vorsitzender
- Karl Gernandt
- Klaus-Michael Kühne
- Thomas Stähelin